# Conservatorio di Praga

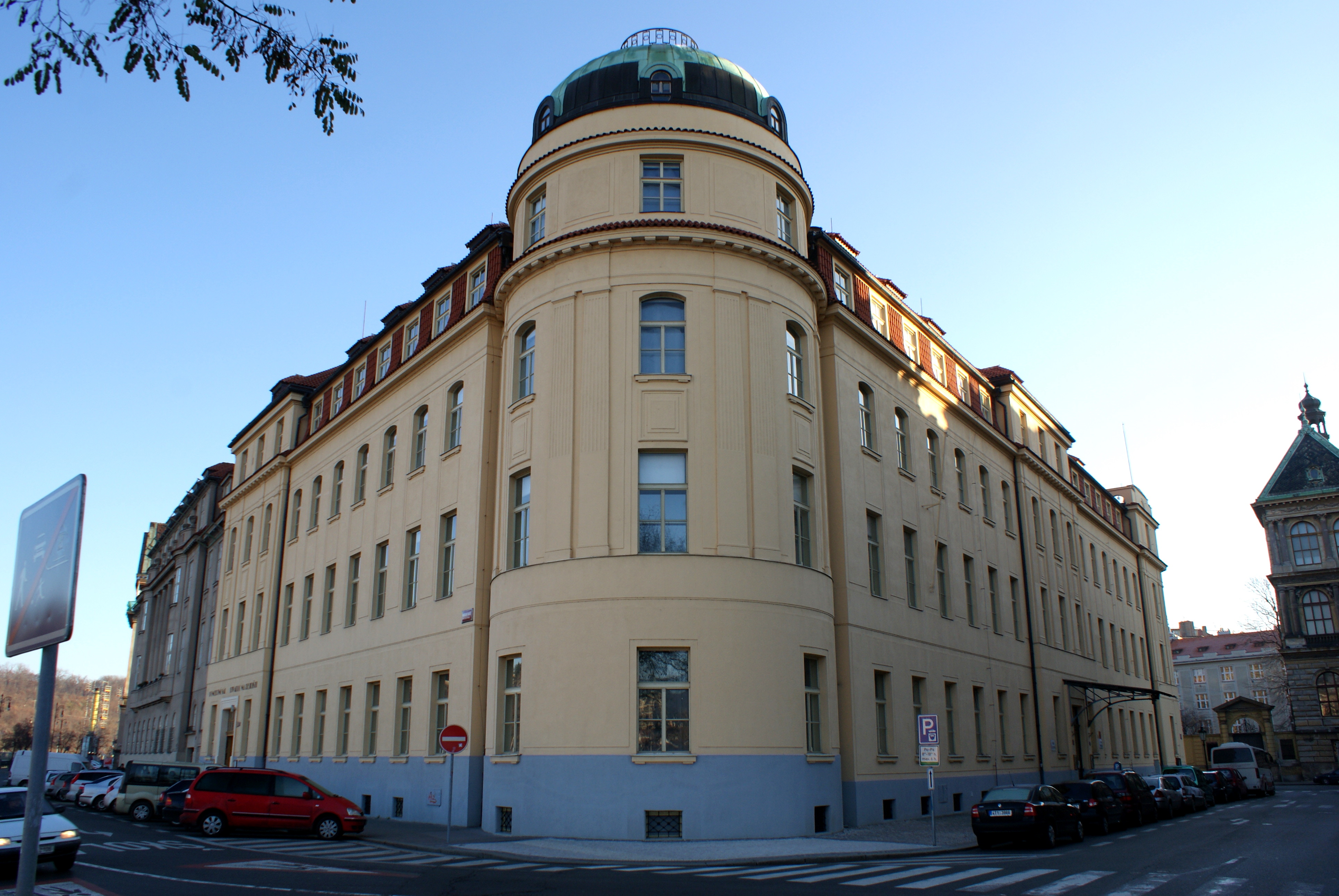
L'edificio principale del conservatorio.

Il Conservatorio di Praga (in ceco: Pražská konzervatoř) è una scuola superiore della capitale ceca in cui vengono insegnate le arti musicali e la recitazione.

## Istruzione
Il Conservatorio di Praga offre l'insegnamento di parecchi strumenti inclusi la fisarmonica, la chitarra, il pianoforte e l'organo oltre al canto, alla composizione, la direzione d'orchestra e la recitazione. Gli studi durano 6 anni. Il curriculum include una specializzazione teorica degli studi, insegnamento delle lingue oltre al resto delle materie generali.

L'istituto ha una propria orchestra sinfonica e da camera, ha parecchi  complessi da musica da camera, ed una compagnia teatrale. Ogni anno vi si tengono circa 250 concerti e 40 commedie drammatiche.
Nell'accademia negli anni 2005/2006, approssimativamente 550 studenti cechi e 40 studenti stranieri hanno studiato al Conservatorio.

## Storia
Il Conservatorio di Praga fu fondato nel 1808 da aristocratici e borghesi locali. Il primo corso iniziò nel 1811, dopo un ritardo dovuto alle Guerre Napoleoniche. Friedrich Dionysius Weber fu nominato direttore della scuola.
Nel 1891, Antonín Dvořák entrò in qualità di capo del dipartimento di composizione. Fu lui il direttore della scuola fra il 1902 e il 1904.